# IC 4891
IC 4891 — галактика типу E5 () у сузір'ї Телескоп.
Цей об'єкт міститься в оригінальній редакції індексного каталогу.